# Спеті
Спеті (груз. სპეთი) — село в Грузії.
За даними перепису населення 2014 року в селі проживає 642 осіб.